# Wells Fargo Center (Miami)
o Wells Fargo Center (anteriormente conhecido como Met 2 Financial Center) faz parte do complexo Metropolitan Miami, no distrito central de negócios de Downtown Miami, Flórida. Foi concluído em 2010 e é o quinto edifício mais alto de Miami, bem como na Flórida.
O Wells Fargo Center fica ao lado do JW Marriott Marquis Miami, um prédio de 31 andares, de 112 m (367 ft), ocupado por um edifício JW Marriott Hotelsl. As duas estruturas estão conectadas entre si através de uma garagem.
O projeto Metropolitan Miami ganhou atenção devido ao envolvimento da estrela da NBA, Shaquille O'Neal no projeto. Ele formou o O'Neal Group, uma empresa de desenvolvimento de edifícios. O projeto Metropolitan Miami é o primeiro do grupo.

## Galeria

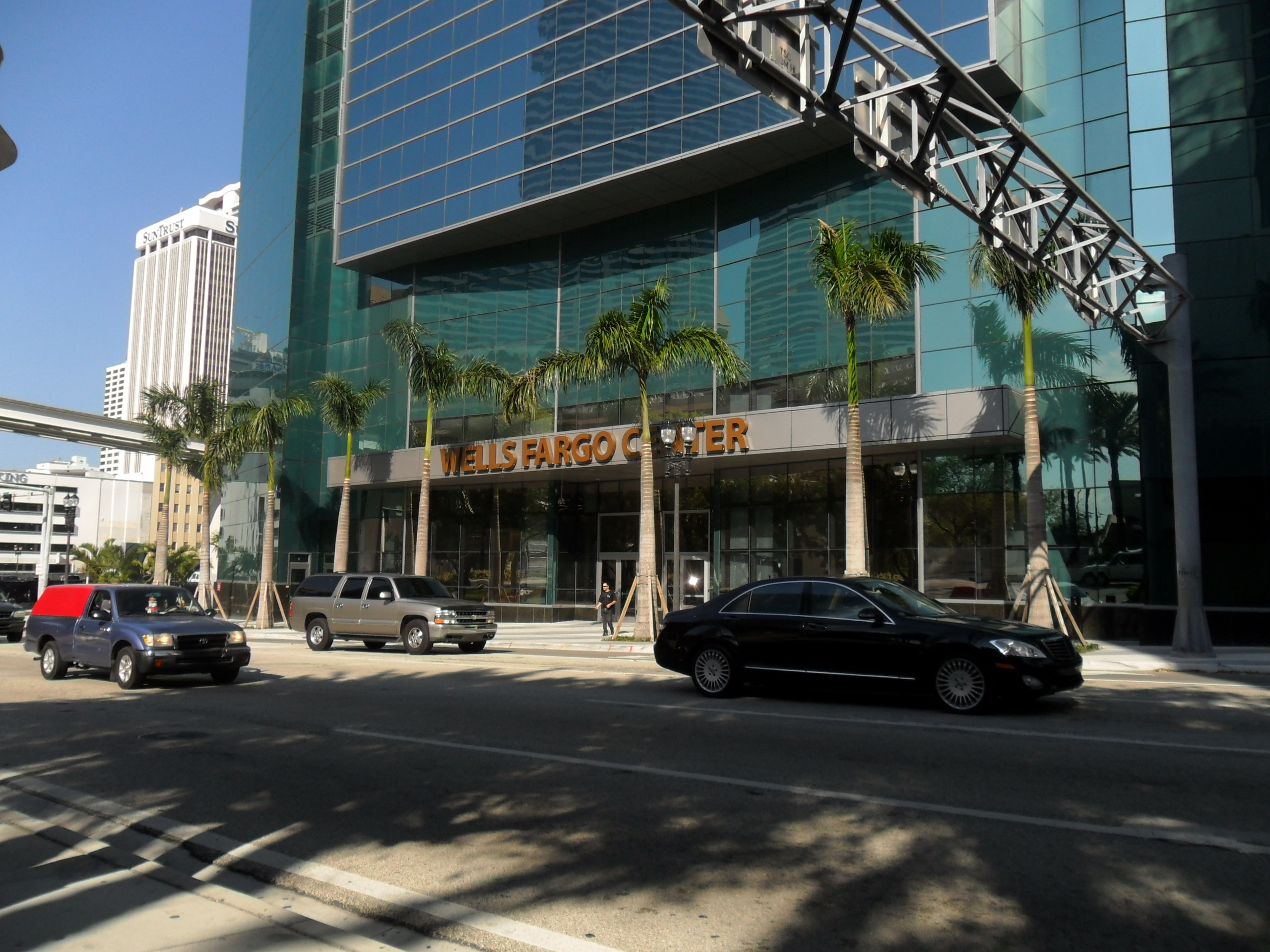
A entrada principal do edifício.

## Inquilinos
- Greenberg Trauring
- Silversea Cruises